# Joya de Cerén arkæologiske park
Joya de Cerén (spansk for Ceréns juvel) er en arkæologisk plads i El Salvador med et bemærkelsesværdigt velbevaret landbrugsområde fra den tidlige Mayacivilisation.
Området er en af de vigtigste arkæologiske udgravninger i Mellemamerika, fordi det viser, hvordan livet var for almindelige mennesker. Joya de Cerén betegnes ofte som Amerikas Pompeji.[kilde mangler]

## Historie
Omkring år 600 fik gik den nærliggende vulkan i et stort udbrud, som begravede byen under 14 lag aske. Takket være dette, blev byen beskyttet mod naturens kræfter. Man tror, at beboerne var flygtet, da ingen kroppe er fundet. De efterlod deres værktøj, keramik, møbler og til og med halvspist mad.
Pladsen blev opdaget i 1976 af Payson D. Sheets, en professor i antropologi ved University of Colorado Boulder i Boulder. Joya de Cerén kom på UNESCOs verdensarvsliste i 1993.

## Eksterne links
- UNESCO World Heritage Centre - Joya de Ceren Archaeoloical Site

13°49′39″N 89°21′22″V / 13.827494°N 89.356158°V